# Xã Penn, Quận Stark, Illinois
Xã Penn (tiếng Anh: Penn Township) là một xã thuộc quận Stark, tiểu bang Illinois, Hoa Kỳ. Năm 2010, dân số của xã này là 354 người.